# 톰 벡
톰 벡(Tom Vek, 1981년 5월 10일 ~ )은 잉글랜드의 멀티플레이어이다.